# Alice Swift Riginos
Alice Swift Riginos, geborene Alice Swift (* 27. Mai 1941 in Cincinnati, Ohio; † 30. Dezember 2019 in Washington, D.C.) war eine US-amerikanische Klassische Philologin, die auch als Unterwasserarchäologin an Grabungen in Griechenland beteiligt war.

## Leben
Nach dem Besuch der University of Chicago Lab School studierte Alice Swift, die Tochter des US-amerikanischen Archäologen Gustavus Franklin Swift III (1916–1976), der in Griechenland und in Sardes (Türkei) ausgrub, zunächst ein Jahr lang Medizin an der Stanford University, entschied sich dann jedoch für ein Studium der Alten Geschichte an der University of Chicago, das sie 1963 mit einem B.A. abschloss. 1964 bis 1965 hatte sie ein Stipendium, das sie als Mitglied an die American School of Classical Studies at Athens führte. 1965 nahm sie an Ausgrabungen in Korinth teil, 1966 und 1968 als Taucherin an Unterwasserausgrabungen im Hafen von Kenchreai, wo sie schon 1963 und 1964 aktiv war. Im Jahr 1966 erwarb sie den M.A. in Klassischer Archäologie an der University of Chicago. Noch im Jahr 1968 zog sie nach New York, wo sie ihre Studien in Classics an der Columbia University fortsetzte und 1974 mit einem Ph.D. bei Leonardo Tarán abschloss.
1975 fand sie eine Anstellung als Lecturer an der Howard University in Washington, D.C., wo sie 1976 zum Assistant Professor, 1982 zum Associate Professor aufstieg. Im akademischen Jahr 1983 bis 1984 war sie Junior Fellow am Center for Hellenic Studies der Harvard University. 2004 trat sie in den Ruhestand. Sie war von 1966 an Mitglied des Archaeological Institute of America auf Lebenszeit. Des Weiteren war sie Mitglied der American Philological Association, des Institute of Nautical Archaeology und des Hellenic Institute of Marine Archaeology.
Im August 1967 heiratete Alice Swift in Athen den Elektroingenieur Vasilis Riginos. Sie starb 2019 am Morbus Waldenström.
Swift Riginos ist bekannt für ihre grundlegende Dissertation zu den Anekdoten über Leben und Schriften Platons in den griechischen und auch arabischen Quellen.

## Schriften
- Platonica: the Anecdotes Concerning the Life and Writings of Plato. Brill, Leiden 1976 Google Books.
- The Wounding of Philip II of Macedon: Fact and Fabrication. In: Journal of Hellenic Studies 114, 1994, S. 103–119.